# بيرمبالور
بيرمبالور (بالتاملية: பெரம்பலூ) هي مدينة هندية حيث أنها عاصمة ضاحية بيرمبالور إحدى ضواحي ولاية تامل نادو الواقعة بجنوب البلاد.
وفقاً لإحصائية سنة 2001 فإن عدد سكان الولاية 29,698 نسمة بتساوي عدد الذكور مع الإناث. وقد وصلت نسبة القدرة على القراءة والكتابة فيهم إلى 77% مع ارتفاع طفيف بالنسبة للذكور على الإناث. وأظهرت الإحصائية كذلك أنّ 10% من السكان تحت السادسة من أعمارهم.